# Shedrack Korir
Shedrack Kibet Korir, född 14 december 1978, är en kenyansk före detta friidrottare (medeldistanslöpare).
Korir har specialiserat sig på 1 500 meter och 3 000 meter. Korirs första större mästerskap var VM 2007 i Osaka där han på 1 500 meter slutade på tredje plats.

## Personliga rekord
- 1 500 meter - 3.31,18
- 3 000 meter - 7.37,50